# Piroltrupial
Der Piroltrupial (Icterus pustulatus) ist ein mittelgroßer Singvogel aus der artenreichen Familie der Stärlinge. Die in auffälligen Gelb- und Orangetönen gefärbte Art bewohnt trockene und zumeist offene Landschaften in Mittelamerika.

## Merkmale
Beim Piroltrupial handelt es sich um einen der größeren Vertreter der Trupiale. Ausgewachsene Exemplare erreichen eine Größe zwischen 19 und 23 cm bei einem durchschnittlichen Gewicht von etwa 37 g. Die Flügelspannweite liegt bei 30 bis 34 cm. Auffälligstes Merkmal ist die gelb-orange Färbung des Gefieders am Kopf, den Flanken, dem Unterbauch sowie im unteren Brustbereich. Ihre Ausprägung variiert von Exemplar zu Exemplar, ist jedoch immer im Bereich des Kopfes am kräftigsten und nimmt zum Schwanzansatz hin graduell immer weiter ab. An den Flügeln und am Rücken zeigt sich ein eigentlich typisches Muster aus schwarzen Streifen, die von weißlichen Linien und Flecken unterbrochen werden. Bei einigen Individuen ist diese Musterung jedoch kaum noch erkennbar, stattdessen sind die Konturfedern der Flügel bei ihnen fast vollständig schwarz. Eine schwarze Färbung findet sich ebenfalls im oberen Brustbereich sowie an den Zügeln, wo sie sich in einem schmalen Streifen bis hinter die Augen fortsetzt. Die Federn des langen Schwanzes sind ebenfalls überwiegend schwarz, besitzen jedoch eine schmale weiße Bänderung an den Spitzen. Der dunkel- bis hellgraue Schnabel ist an der Basis recht breit und nach vorne hin spitz zulaufend. Die untere Mandibel ist generell heller als die obere, in der Nähe der Basis geht ihre Färbung in einen typischen Grauton über, der teilweise zur Unterscheidung von ähnlichen Arten wie dem Tropfentrupial (Icterus pectoralis) herangezogen wird. Die unbefiederten Beine und Füße sind in hellen Grautönen gehalten und enden in verhältnismäßig langen, gebogenen Krallen.

## Verhalten
Der Piroltrupial ist ein vergleichsweise leicht zu beobachtender Bewohner offener und halboffener Gebiete Mittelamerikas. Die Vögel können vor allem in trockenem Buschland und Galeriewäldern entlang von Wasserläufen angetroffen werden, besiedeln aber auch regelmäßig vom Menschen geprägte Landschaftsformen wie Felder und Farmen. Piroltrupiale werden normalerweise paarweise gesichtet, assoziieren sich jedoch gelegentlich auch mit Vertretern anderer Trupialarten. Bei Auseinandersetzungen mit anderen Trupialen um Futter- und Ruheplätze bildet sich zumeist schnell eine Rangordnung aus, bei der die Piroltrupiale sich unterwürfig gegenüber Waglertrupialen (I. wagleri) zeigen, ähnlich große Bullock-Trupiale (I. bullockii) hingegen dominieren. Der Piroltrupial gilt allgemein als schlechter Sänger, dessen Lautäußerungen eher denen von Zaunkönigen oder Spechten als denen verwandter Arten ähneln sollen. Der Gesang wird als eine Abfolge von häufig wiederholten Pfeiftönen beschrieben, während andere Rufe eher wie ein kurzes Schnattern oder Rasseln oder wie ein nasal vorgetragenes ehk klingen sollen. Bemerkenswert ist die Tatsache, dass weibliche Piroltrupiale deutlich häufiger zu hören sind als ihre männlichen Artgenossen, was bei Singvögeln nur sehr selten zu beobachten ist. Während in südlicheren, tropischen Regionen beheimatete Populationen als Standvögel gelten, migrieren weiter nördlich lebende Exemplare zumindest über vergleichsweise kurze Strecken.

### Ernährung

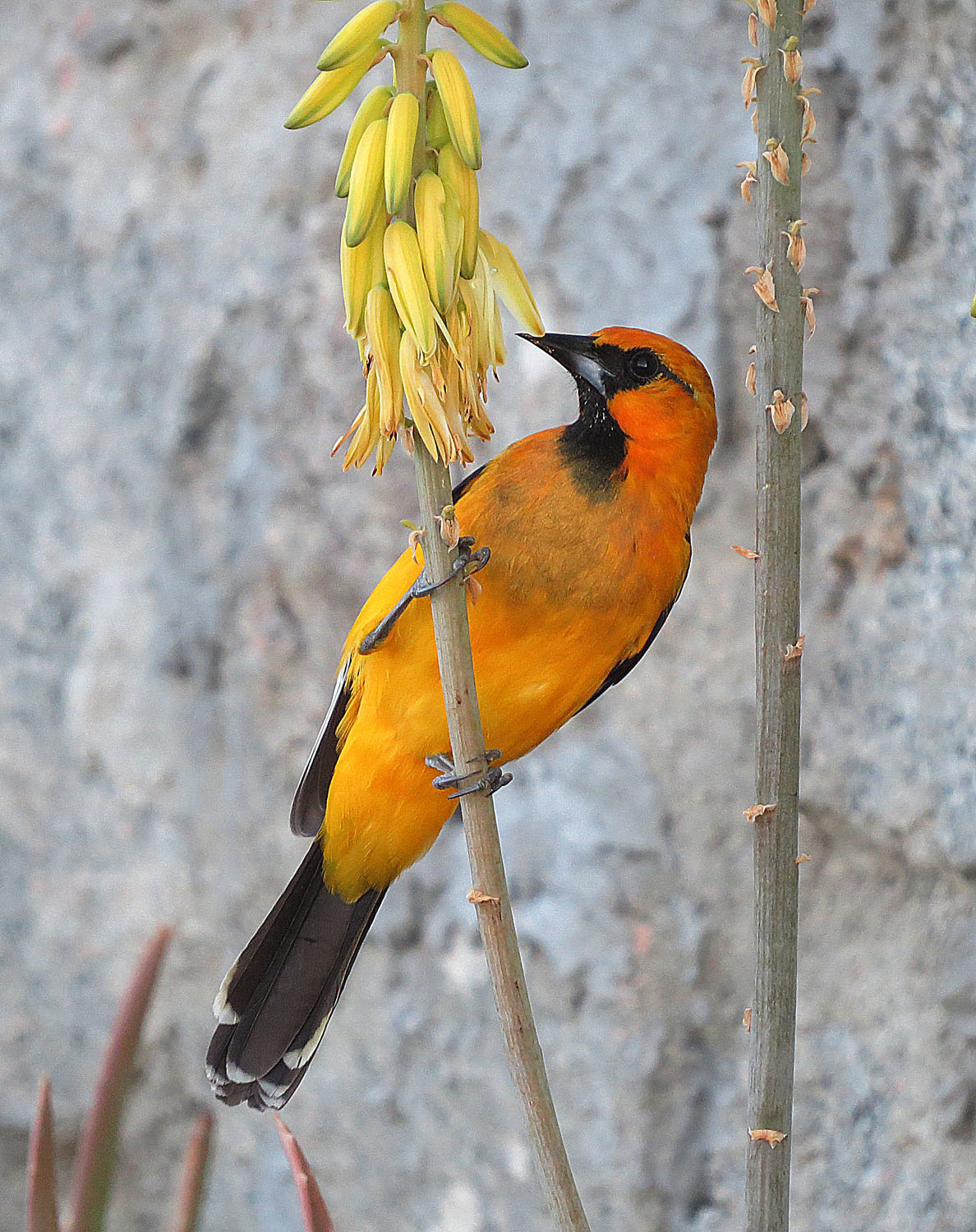
Piroltrupial bei der Aufnahme von Blütennektar

Piroltrupiale sind vornehmlich Insektenfresser, zeigen sich bei der Wahl ihrer Nahrung jedoch nicht wählerisch. So werden bei entsprechender Verfügbarkeit neben Insekten auch Früchte, Sämereien und Nektar aufgenommen. In einigen Regionen nimmt die Art dadurch eine bedeutende Rolle bei der Verteilung von Samen verschiedener Pflanzen ein.

### Fortpflanzung
Der Zeitraum der Brutzeit kann lokal variieren, beginnt jedoch im Allgemeinen Mitte bis Ende des Frühlings und endet entsprechend Mitte bis Ende des Sommers. Haben die Vögel sich zu Paaren zusammengefunden, bleiben diese für die Dauer einer Brutzeit monogam. Das Nest ist eine etwa 70 cm lange, länglich geformte Korbstruktur, die an die Spitze eines Zweiges gehängt wird und aus Pflanzenfasern besteht. Als Standort werden dornenbildende Bäume wie etwa die größeren Vertreter der Gattung Mimosa bevorzugt. Der Nestbau obliegt allein dem Weibchen, das bei der Wahl des Standorts zumeist darauf achtet, dass das Nest im Schatten des Baumes liegt, um vor der größten Hitze geschützt zu sein. Nach der Fertigstellung des Nests legt das Weibchen typischerweise drei bis vier blassblaue, gefleckte Eier. Die Inkubationszeit liegt bei 12 bis 14 Tagen, woran sich eine Nestlingsphase von weiteren zwei Wochen anschließt. Nach dem Schlüpfen beteiligt sich auch der männliche Altvogel am Brutgeschäft und versorgt gemeinsam mit seiner Partnerin den Nachwuchs mit Nahrung. Junge Piroltrupiale erreichen bereits nach einem Jahr selbst die Geschlechtsreife, die erste eigene Brut findet typischerweise noch im Jugendkleid vor der Ausbildung des adulten Gefieders statt.
Brütende Piroltrupiale werden zumindest gelegentlich Opfer von Brutparasitismus durch den Rotaugenkuhstärling (Molothrus aeneus), wobei jedoch die erfolgreiche Aufzucht eines jungen Rotaugenkuhstärlings durch ein Piroltrupialpaar noch nicht direkt beobachtet werden konnte. Seit den 2000er-Jahren ist außerdem bekannt, dass auch der ebenfalls parasitierende Riesenkuhstärling (M. oryzivorus) den Piroltrupial in einigen Fällen als Wirtsart nutzt. Bis zu dieser Beobachtung gingen Forscher davon aus, dass der Riesenkuhstärling ausschließlich in Kolonien brütende Arten als Wirte akzeptiert.

## Verbreitung und Gefährdung

Verbreitungsgebiet des Piroltrupials

Das Verbreitungsgebiet des Piroltrupials liegt in Mittelamerika, wo es sich entlang der Pazifikküste von Sinaloa in Zentralmexiko bis hinab nach Nicaragua und in den Westen Costa Ricas erstreckt. Aus Guatemala (außer dem äußersten Süden) und dem äußersten Südosten Mexikos sind hingegen fast keine Nachweise bekannt. Weiter nördlich als Sinaloa kommen an der mexikanischen Küste keine Piroltrupiale mehr vor, stattdessen können die Vögel weiter im Inland in Teilen der Bundesstaaten Sonora und Chihuahua angetroffen werden. Gelegentliche Sichtungen sind des Weiteren aus dem Südwesten der Vereinigten Staaten bekannt. Der Piroltrupial bewohnt dabei vergleichsweise tiefliegende Gebiete bis auf eine Höhe von circa 2000 m. Die Art kommt grundsätzlich gut mit vom Menschen veränderten Landschaften zurecht und gilt als nicht gefährdet. Die IUCN stuft den Piroltrupial folglich auf der niedrigsten Gefährdungsstufe least concern ein und geht von einer stabilen Populationsentwicklung aus. Schätzungen des globalen Bestandes gehen von mindestens 5 Mio. lebenden Individuen aus und reichen bis zu einem Zehnfachen dieses Wertes.

## Systematik
Die Erstbeschreibung des Piroltrupials stammt aus dem Jahr 1829 und geht auf den deutschen Zoologen Johann Georg Wagler zurück, der sie zunächst unter dem wissenschaftlichen Namen Psarocolius pustulatus beschrieb. Wagler stellte die Art damit zunächst zu den ebenfalls zur Familie der Stärlinge gehörenden Stirnvögeln. Neben der Nominatform I. p. pustulatus werden traditionell noch neun weitere Unterarten als gültig betrachtet. Die Abgrenzung zwischen diesen Formen erfolgt zumeist anhand der Ausprägung des Streifenmusters an Rücken und Flügeln. Von Nord nach Süd ist eine deutliche, klinale Abnahme des Sexualdimorphismus feststellbar, wobei sich das Gefieder der Weibchen immer mehr dem der männlichen Artgenossen angleicht. Untersuchungen der mitochondrialen DNA bei Piroltrupialen aus dem gesamten Verbreitungsgebiet lieferten Hinweise, dass sich die einzelnen Unterarten erst vor erdgeschichtlich sehr kurzer Zeit getrennt haben. Dennoch sind die morphologischen Unterschiede bereits soweit ausgeprägt, dass einige Forscher die Monophylie der Art in Zweifel ziehen und in ihr stattdessen eine Superspezies sehen. Insbesondere für die auf den mexikanischen Marias-Inseln endemische Form I. p. graysonii gibt es starke Anhaltspunkte, dass es sich bei ihr um eine eigenständige Art handeln könnte. Zu den Abweichungen bei der Gefiederfärbung (deutlich blasser als die kontinentalen Formen) kommen in diesem Fall größere Unterschiede bei den Lautäußerungen und den Proportionen des Körperbaus hinzu.
- I. p. pustulatus (Wagler, 1829) – Zentralmexiko, etwa im Gebiet zwischen Oaxaca und Veracruz. Zumindest teilweise migratorisch, wobei jedoch unklar ist, wo genau die Vertreter dieser Unterart überwintern.[6]
- I. p. graysonii Cassin, 1867 – Inselform, verbreitet auf den Marias-Inseln vor der Pazifikküste Mexikos.[6]
- I. p. sclateri Cassin, 1867 – Äußerster Süden des Verbreitungsgebiets. Wahrscheinlich findet teilweise eine Hybridisierung mit I. p. alticola statt.[6]
- I. p. alticola Miller, W. & Griscom, 1925 – Südliches Guatemala und Honduras. Wahrscheinlich findet teilweise eine Hybridisierung mit I. p. sclateri statt.[6]
- I. p. pustuloides Van Rossem, 1927 – Flachlandgebiete in El Salvador[12]
- I. p. maximus Griscom, 1930 – Tal des Río Chixoy in Guatemala[6]
- I. p. microstictus Griscom, 1934 – Mexikanische Bundesstaaten Sonora and Chihuahua. Zumindest teilweise migratorisch, wenn auch nur über vergleichsweise kurze Strecken. Überwintert vor allem im Bundesstaat Guerrero.[6]
- I. p. dickermani Phillips, AR, 1995 – Bundesstaaten Jalisco und Colima bis in den Süden Guerreros[13]
- I. p. interior Phillips, AR, 1995 – Südliches und zentrales Mexiko[13]
- I. p. yaegeri Phillips, AR, 1995 – Mexikanische Pazifikküste zwischen Sinaloa und Nayarit[13]